# Raatti
Raatti är en sjö i kommunen Kuopio i landskapet Norra Savolax i Finland. Sjön ligger 96,7 meter över havet. Den är 15,5 meter djup. Arean är 57 hektar och strandlinjen är 6,39 kilometer lång. Sjön  ingår i Vuoksens huvudavrinningsområde.   Den ligger omkring 50 kilometer nordöst om Kuopio och omkring 380 kilometer nordöst om Helsingfors. 